# Rudolf Schmidt (politik)
Rudolf Schmidt (3. května 1882 Úštěk – 1. července 1947) byl československý politik německé národnosti a meziválečný senátor Národního shromáždění ČSR za Sudetoněmeckou stranu (SdP).

## Biografie
Profesí byl dle údajů k roku 1935 státním úředníkem v Dubé.
Byl členem školských a kulturních německých spolků. Angažoval se politicky už v Sudetendeutsche Heimatsfront (SHF), předchůdkyni SdP.
V parlamentních volbách v roce 1935 získal za Sudetoněmeckou stranu senátorské křeslo v Národním shromáždění. V senátu setrval do října 1938, kdy jeho mandát zanikl v důsledku změn hranic Československa.
V lednu 1939 byl přijat, se zpětnou platností od 1. listopadu 1938, do NSDAP. Byl starostou Dubé. V dubnu 1940 se přestěhoval do Jestřebic (Deutsch-Gestrebitz).